# Jakuza
A jakuza (ヤクザ; jakuza; Hepburn: yakuza; más néven gokudo), a világ egyik legrégebbi bűnözői szervezete, mely Japánban működik.
A jakuza kifejezés három számra, a 8-ra (ja), a 9-re (ku) és a 3-ra (za) utal, ami az Oicso-Kabu japán kártyajátékból adódó nyerő helyzetet jelenti (20 pontot kell elérni). Ez azért is fontos, mert a szerencse meghatározó a jakuzák életében.

## Története
A jakuzák eredete a XVII. század elejéig tekint vissza, előképének a kabukimonókat tekintik. Az Edo-korban a feudális anarchia és a polgárháborúk következtében rengeteg szamuráj vált roninná, azaz gazdátlan csavargóvá. A szerencsejátékosok (bakutók)és az utcai árusok (tekija) alkották a jakuzát. A második világháború után jött létre még egy csoport, a gengszter (gurentai). Mára már a világ egyik legnagyobb alvilági szervezetévé vált. A jakuzák klánokba szerveződnek. Minden klánnak megvan a maga területe, amit a többi klán tiszteletben tart. Azonban területük védelméért véres bandaháborúkat folytatnak, ha kell. Nagyon magas létszámmal rendelkeznek a bandák. A jakuza 24 piramisszerű struktúrából áll, tagjai összesen elérik a 80-100 ezres létszámot. Legtöbb taggal a Jamagucsi-gumi bír, 40 ezer aktív taggal rendelkezik.

## Beavatás
A jakuzák közé kizárólag férfiak kerülhetnek be. Az egyedüli nő, akit tiszteletre méltatnak, az ojabun, azaz a vezér felesége, az ane-szan. A beavatás szakéivással történik, majd hűséget esküsznek a vezérnek és a közösségnek. Ha valaki el szeretné hagyni a klánt, megteheti az ojabun és a kollégák engedélyével. A tipikus jakuza öltözködési mód a sötét öltöny, fehér ing és a fekete napszemüveg. A különböző vétségeket ujjperc-levágással büntetik. A jakuzáknak többnyire tetoválásuk van, amit büszkén viselnek.
Kevesen tudják, hogy a börtönviselt jakuzák között elterjedt az a szokás, hogy péniszük bőre alá annyi gyöngyöt tetetnek be, ahány évig raboskodtak.

## A jakuza tetoválás
A jakuzák védjegye a gyakran egész testüket beborító tetoválás, amit élesített bambuszból és fémtűkkel készítenek. Gyakran saját klánjuk címerét is magukra tetováltatják. Az egész testet beborító tetoválás nem olcsó és akár több száz órán át készülhet. Azonban ez nem csak dísz, hanem stratégiai megoldás is, ugyanis harc közben gyakran leveszik ruháikat, egy megfelelő helyre készített tetoválás akár az ellenség figyelmét is elvonhatja, így a pillanatot megragadva a jakuza fölénybe kerülhet.

## A jakuzák és a kormány
Az 1990-es évek végéig létezett egy hallgatólagos megállapodás a jakuzák és a kormány között, miszerint prostitúcióval, szerencsejátékkal, uzsorakamattal foglalkoznak, a fegyver- és drog kereskedelemben is részt vesznek, cserébe azonban informálják a rendőrséget kisebb bűnöző csoportokról, valamint gondoskodtak arról, hogy a külföldi turisták biztonságban legyenek Japánban. Az 1990-es években a jakuzák bekapcsolódtak az ingatlanüzletekbe és a tőzsdespekulációba is, milliárdokat kerestek azzal, hogy rengeteg vállalatot juttattak a csőd szélére, mindenhol jelen vannak, ahol nagy pénzek forognak. A rengeteg csődbe juttatott vállalat és egy rendőrgyilkosság azonban véget vetett a hallgatólagos megállapodásnak, így 1995-ben létrejött egy törvény, amely a szervezett bűnözés ellen szólt. Ez természetesen nem jelentette a jakuzák hatalmának végét. Legálisan pénzérmével működő csomagmegőrzőkből keresnek pénzt, amik Japán több területén is megfigyelhetők.

## Fő családok
A legtöbb taggal rendelkező Jamagucsi-gumi 1915-ben jött létre. A jakuzák 45%-a ebbe a családba tartozik, több mint 45 ezer taggal rendelkeznek, ez hozzávetőleg 750 klánt jelent. Habár nagy a rendőri nyomás, a Jamagucsi-gumi folyamatosan nő, és rengeteg bűncselekményt irányít a mai napig. Ojabunja Sinobu Tszukasza.
A második legnagyobb család a Szumijosi-Rengo, 10 ezer taggal és 177 klánnal bír. Jelenlegi ojabunja Sigeo Nisigucsi.
A harmadik legnagyobb jakuza család az Inagava-kai, 7400 taggal és 313 klánt foglal magába.
A negyedik legnagyobb jakuza család a Toua Juai Jigjo Kumiai, 1948-ban alakult. 1000 tag alkotja, ami 6 klánt tesz ki. Az ötödik az Icsijo.

## Jakuzák a filmvásznon
A jakuzákat leginkább Kitano Takesi munkáiban figyelhetjük meg. Az ő nevéhez köthető a jakuza-trilógia, azaz az Erőszakos zsaru, a Forráspont és a Szonatina. Kitano jakuzái rendelkeznek azokkal az erkölcsi értékekkel, ami a szamurájokat is jellemezte. A hongkongi filmiparban John Woo és Ringo Lam nevéhez köthetünk jakuza-mozikat. Sydney Pollack rendezésében, Robert Mitchum és Takakura Ken főszereplésével 1975-ben mutatták be a Jakuzák című filmet, amelynek forgatókönyvét a Schrader testvérpár, Paul és Leonard írta az utóbbi regényéből.

## Jakuzák a játékokban
A jakuzák többször is szerepeltek a Grand Theft Auto című videójáték sorozatban. Már a második részben is meghatározó szerepük volt, ott ők voltak a hét főbanda egyike, majd a harmadik részben már a barátainkként láttuk őket viszont. Ezen kívül többnyire támogatóként jelentek meg a Grand Theft Auto Advanceben a Liberty City Storiesben, illetve a San Andreasban is. Ezeken kívül már nem jelentek meg.